# برنقوس
البرنقوس  أو شُلْطَة (باللاتينية: Prangos) جنس نباتي ينتمي إلى الفصيلة الخيمية. يضم هذا الجنس 18 نوعا مقبولا و73 لم يحسم أمرها بعد. موطن كثير منها بلاد الشام.

## من أنواعهالواطنةفيالوطن العربي
1. البرنقوس الحرموني (باللاتينية: Prangos hermonis) في بلاد الشام
2. البرنقوس الخشن (باللاتينية: Prangos asperula) في بلاد الشام
3. البرنقوس زنزلختي الثمار (باللاتينية: Prangos meliocarpoides) في بلاد الشام وتركيا وجنوب القوقاز
4. البرنقوس الصحراوي (باللاتينية: Prangos deserti) في بلاد الشام
5. البرنقوس الكلخي (باللاتينية: Prangos ferulacea) في بلاد الشام وتركيا والقوقاز والبلقان وإيطاليا
6. البرنقوس المسطح (باللاتينية: Prangos platychloena) في بلاد الشام وتركيا